# Maurice Maeterlinck
Maurice Polydore Marie Bernard, hrabia Maeterlinck (ur. 29 sierpnia 1862 w Gandawie, zm. 5 lub 6 maja 1949 w Nicei) – belgijski dramaturg, poeta, eseista, piszący w języku francuskim, laureat Nagrody Nobla w dziedzinie literatury za rok 1911.

## Życie i twórczość
Pochodził z bogatej rodziny flamandzkiej, w latach 1881–1885 studiował prawo na Uniwersytecie Gandawskim, następnie wyjechał do Francji, gdzie poznał m.in. Auguste’a de Villiers de L’Isle-Adama. W 1911 r. otrzymał Nagrodę Nobla. W trakcie I wojny światowej walczył przeciwko Niemcom na polu propagandy. W 1919 r. ożenił się z Reneé Dahon. Lata międzywojenne wypełniła mu głównie działalność publicystyczna. W 1940 r. wyjechał do Stanów Zjednoczonych, gdzie mieszkał do 1945 r., następnie powrócił do Francji. Był założycielem oraz członkiem Królewskiej Akademii Języka i Literatury Francuskiej w Belgii, a w latach 1947–1949 był prezesem międzynarodowego PEN Clubu.
Maeterlinck znany jest przede wszystkim jako twórca dramatu symbolistycznego. Jego utwory sceniczne odznaczają się tajemniczą atmosferą, nastrojowością, często nasycone są pesymizmem, wyrażając lęk egzystencjalny człowieka oraz jego bezradność wobec przeznaczenia. Najważniejsze dramaty, które wywarły wielki wpływ na innych twórców, to: Intruz (1890), Ślepcy (1891), Peleas i Melisanda (1893), Wnętrze (1894), Monna Vanna (1902), Niebieski ptak (1908). Ich charakterystyczną cechę stanowi obojętność autora wobec świata postrzeganego zmysłowo. Z tego powodu akcja sceniczna zarysowana jest w sposób szkicowy. Naprawdę ważny dla Maeterlincka pozostaje ukryty, nieznany i niedostrzegalny sens zjawisk i wydarzeń, drugie dno realnych epizodów, w których tkwi prawda o człowieku i kierujących nim pobudkach. Swoim bezwolnym i biernym postaciom kazał funkcjonować w nieokreślonym świecie, często zbliżonym do świata marzeń sennych. Maeterlinck pisał również wiersze, w których przejawiał wyraźną fascynację poezją jednego z teoretyków i przywódców symbolizmu Stéphane'a Mallarmégo.
Jako poeta debiutował tomikiem Cieplarnie (1889), wyrażając w wierszach przede wszystkim problem duchowego osamotnienia. Wydał również cykl Pieśni (1894), czerpiąc inspirację z tradycyjnej, ludowej liryki flamandzkiej.
W okresie działalności studyjnej w Rosji sztuki Maeterlincka miały ogromny wpływ na twórczość Meyerholda oraz Sulerżyckiego.
Wielką poczytnością cieszyły się eseje filozoficzno-przyrodnicze, w których dowiódł talentu wnikliwego obserwatora przyrody i umiejętności fascynującego jej opisywania: Życie pszczół (1901), Inteligencja kwiatów (1907), Życie termitów (1926) oraz Życie mrówek (1930).

## Wybrane utwory
- 1889: Cieplarnie fr. Serres chaudes, poezje
- 1894: Wybór pism dramatycznych w przekładzie Zenona Przesmyckiego
  - Gość nieproszony (L'Intruse, 1890)
  - Ślepcy (Les Aveugles, 1890)
  - Siedem królewien (Les Sept Princesses, 1891)
  - Peleas i Melisanda (Pelléas et Mélisande, 1892) – wystawiana m.in. w Londynie w 1904 z Sarah Bernhardt i Mrs Patrick Campbell w rolach głównych[5]
- 1896: Skarb ubogich, fr.Le Trésor des humbles ( wydanie polskie 1926)[6]
- 1900: Księżniczka Malena (La Princesse Maleine, 1889)
- 1901: Życie pszczół fr. La Vie des abeilles (I. wyd. polskie 1903 tłum. Róża Centnerszwerowa, II wyd. 1923 tł. Franciszek Mirandola)
- 1904: Joyzella (Joyzelle,] 1903)
- 1907: Inteligencja kwiatów (L'Intelligence des fleurs)
- 1912: Siostra Beatryks (Sœur Béatrice, 1901)
- 1923: Wielka tajemnica (Le Grand Secret, 1921)
- 1926: Życie termitów (La Vie des termites)
- 1929: Życie przestrzeni (La Vie de l’espace, 1928)
- 1930: Ścieżkami wzwyż (Les Sentiers dans la Montagne)
- 1930: Życie mrówek (La Vie des fourmis)